# Joel González Bonilla
Joel González Bonilla (Figueras, 30 de septiembre de 1989) es un deportista español que compitió en taekwondo, campeón olímpico en Londres 2012, doble campeón mundial, en los años 2009 y 2011, y doble campeón de Europa, en los años 2010 y 2012.

## Trayectoria
Participó en dos Juegos Olímpicos de Verano, obteniendo la medalla de oro en Londres 2012 (categoría de –58 kg) y de bronce en Río de Janeiro 2016 (categoría de –68 kg). En los Juegos Europeos de Bakú 2015 consiguió una medalla de bronce en la categoría de –68 kg.
Ganó tres medallas en el Campeonato Mundial de Taekwondo entre los años 2009 y 2015, y tres medallas en el Campeonato Europeo de Taekwondo entre los años 2010 y 2016.
Fue galardonado con la medalla de oro de la Real Orden del Mérito Deportivo del año 2013, la medalla de plata de la Real Orden del Mérito Deportivo del año 2011 y el Premio Don Felipe de Borbón al mejor deportista español del año 2012.
Estudió Administración y Dirección de Empresas en la Universidad Politécnica de Cartagena y es licenciado en Criminología por la Universidad Autónoma de Barcelona. Ha colaborado con la LFP y el CSD en el programa de lucha contra el fraude en las apuestas deportivas.
Se retiró de la competición deportiva en junio de 2021.

## Palmarés internacional
| Juegos Olímpicos   | Juegos Olímpicos         | Juegos Olímpicos  | Juegos Olímpicos |
| Año                | Lugar                    | Medalla           | Categoría        |
| ------------------ | ------------------------ | ----------------- | ---------------- |
| 2012               | Londres (Reino Unido)    | Medalla de oro    | –58 kg           |
| 2016               | Río de Janeiro (Brasil)  | Medalla de bronce | –68 kg           |
| Campeonato Mundial |                          |                   |                  |
| Año                | Lugar                    | Medalla           | Categoría        |
| 2009               | Copenhague (Dinamarca)   | Medalla de oro    | –58 kg           |
| 2011               | Gyeongju (Corea del Sur) | Medalla de oro    | –58 kg           |
| 2015               | Cheliábinsk (Rusia)      | Medalla de plata  | –63 kg           |
| Juegos Europeos    |                          |                   |                  |
| Año                | Lugar                    | Medalla           | Categoría        |
| 2015               | Bakú (Azerbaiyán)        | Medalla de bronce | –68 kg           |
| Campeonato Europeo |                          |                   |                  |
| Año                | Lugar                    | Medalla           | Categoría        |
| 2010               | San Petersburgo (Rusia)  | Medalla de oro    | –58 kg           |
| 2012               | Mánchester (Reino Unido) | Medalla de oro    | –58 kg           |
| 2016               | Montreux (Suiza)         | Medalla de bronce | –63 kg           |

## Condecoraciones
| Distinción                                                                        | Año  |
| --------------------------------------------------------------------------------- | ---- |
| Medalla de oro – Real Orden del Mérito Deportivo                                  | 2013 |
| Medalla de plata – Real Orden del Mérito Deportivo                                | 2011 |
| Galardón                                                                          | Año  |
| Premio Nacional del Deporte Don Felipe de Borbón Mejor deportista español del año | 2012 |